# 卢里奥河
卢里奥河（又译作鲁里奥河），莫桑比克东北部的一条河流，長度為620千米。

## 干流走向
卢里奥河发源于尼亚萨省最南端，向东流经库安巴后，成为尼亚萨省与楠普拉省，德尔加杜角省与楠普拉省的边界，最终注入印度洋莫桑比克海峡卢里奥湾（Baía do Lúrio）。

## 流域

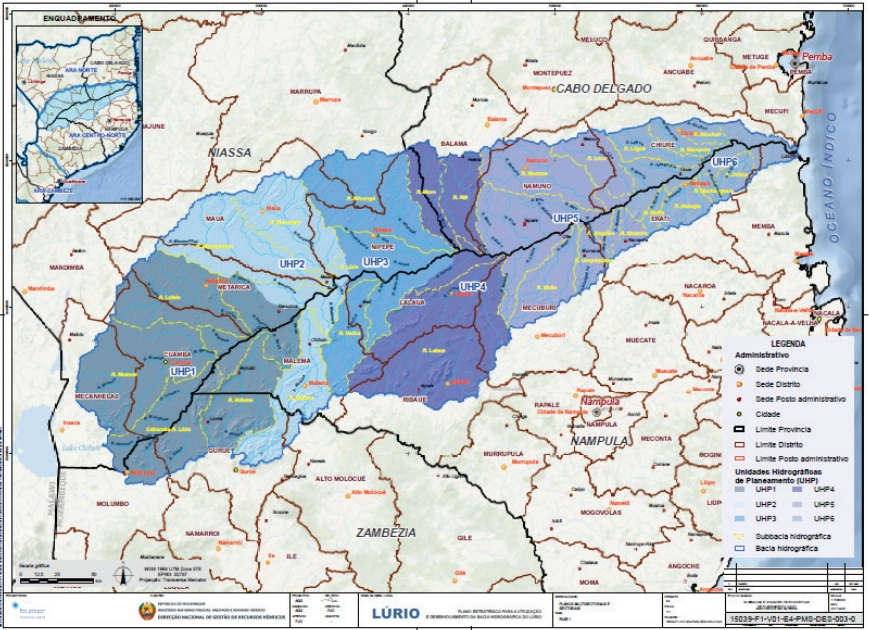
卢里奥河流域地图

卢里奥河流域呈椭圆形，总面积⾯积约61,205平方千米，全部位于莫桑比克境内，是完全位于该国境内的流域面积最大的河流。卢里奥河流域覆盖了楠普拉省、尼亚萨省、德尔加杜角省和赞比西亚省的部分地区。卢⾥奥河流域以北是鲁伍马河流域、梅萨洛河流域、蒙特普埃兹河流域和梅加鲁马河等，以南是利孔戈河流域、利戈尼亚河流域和梅库布里河流域等。该流域由中北部水务局（Administração Regional de Águas Centro-Norte）管辖。
| 1月   | 2月   | 3月   | 4月  | 5月  | 6月 | 7月 | 8月 | 9月 | 10月 | 11月 | 12月  | 合计   |
| ----- | ----- | ----- | ---- | ---- | --- | --- | --- | --- | ---- | ---- | ----- | ------ |
| 321.5 | 256.0 | 196.9 | 60.4 | 12.7 | 7.0 | 7.3 | 5.8 | 4.6 | 12.9 | 52.6 | 200.8 | 1138.5 |

## 主要支流

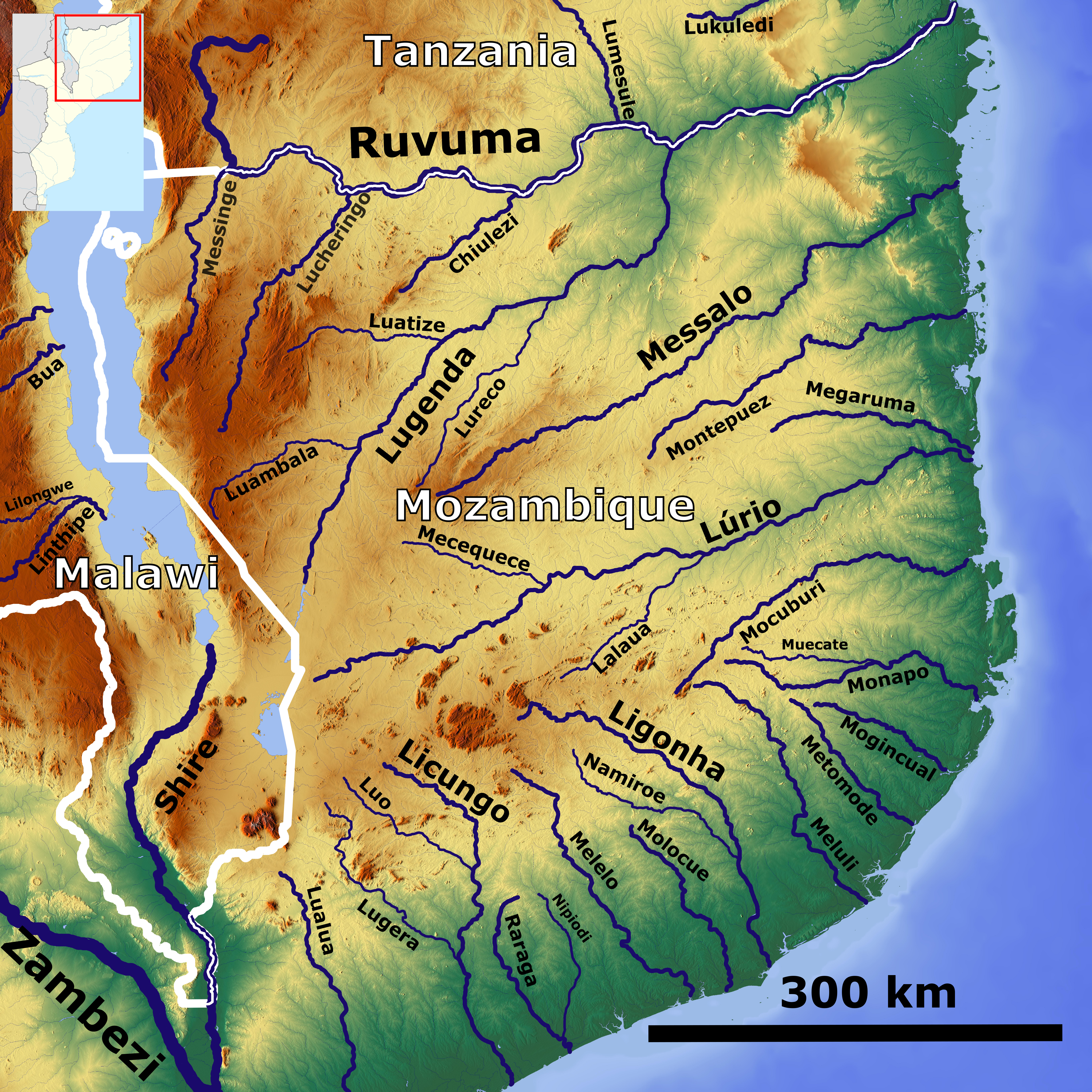
莫桑比克北部河流地图

该河的主要支流包括：
- 左岸：穆安达河[11]、尼胡雷盖河、卢莱奥河、穆阿塔扎河、鲁鲁马河
- 右岸：拉拉瓦河、马莱马河（葡萄牙語：Rio Malema）和纳卢梅河。

## 水资源利用
卢⾥奥河流域拥有丰富的⾃然资源，在经济和环境增值上有着巨⼤潜⼒，有⾮常丰富的⽔资源供应。但是在另⼀⽅⾯，该流域也存在很多问题：如⾃然流量的年内和年际变化较⼤，旱季常常缺⽔；流域内地下⽔的可利⽤性较低；管理⽔资源和⽔系统的实体缺乏财政资源和管理能⼒，特别是市和地区级的⾏政部⻔；监测⽹络，洪⽔和⼲旱预警和警报系统，⽔库的协调运⾏等⾮基础设施措施建设不足；⽔⼒发电潜⼒利⽤⽔平低；森林砍伐严重影响整个流域，加剧⽔⼟流失和栖息地破坏，从⽽导致野⽣动物灭绝等。
卢⾥奥河流域在集约型农业和采矿业⽅⾯的现有发展潜⼒不足，城镇卫⽣条件不佳，无法向居⺠提供干净的饮⽤⽔，也没有能力处理废⽔。农业和畜牧业⼤多为⾃给⾃⾜，⽆法负担水资源运⾏和维护系统的费⽤。流域内⼤部分人口生活在农村，电⼒供应有限，仅⼤约13%的城镇人口也是居住在经济主要与农业相关的⼩城镇中。流域内并⽆⾼耗能的⼯业单位。

### 水电开发
1989年，库安巴水电站投用，是一座基本负载发电厂，隶属于莫桑比克国家电力公司（EDM），装机容量为1.1MW，向EDM电网供电0.5MW，2015年的负载系数为46.8%。

## 桥梁

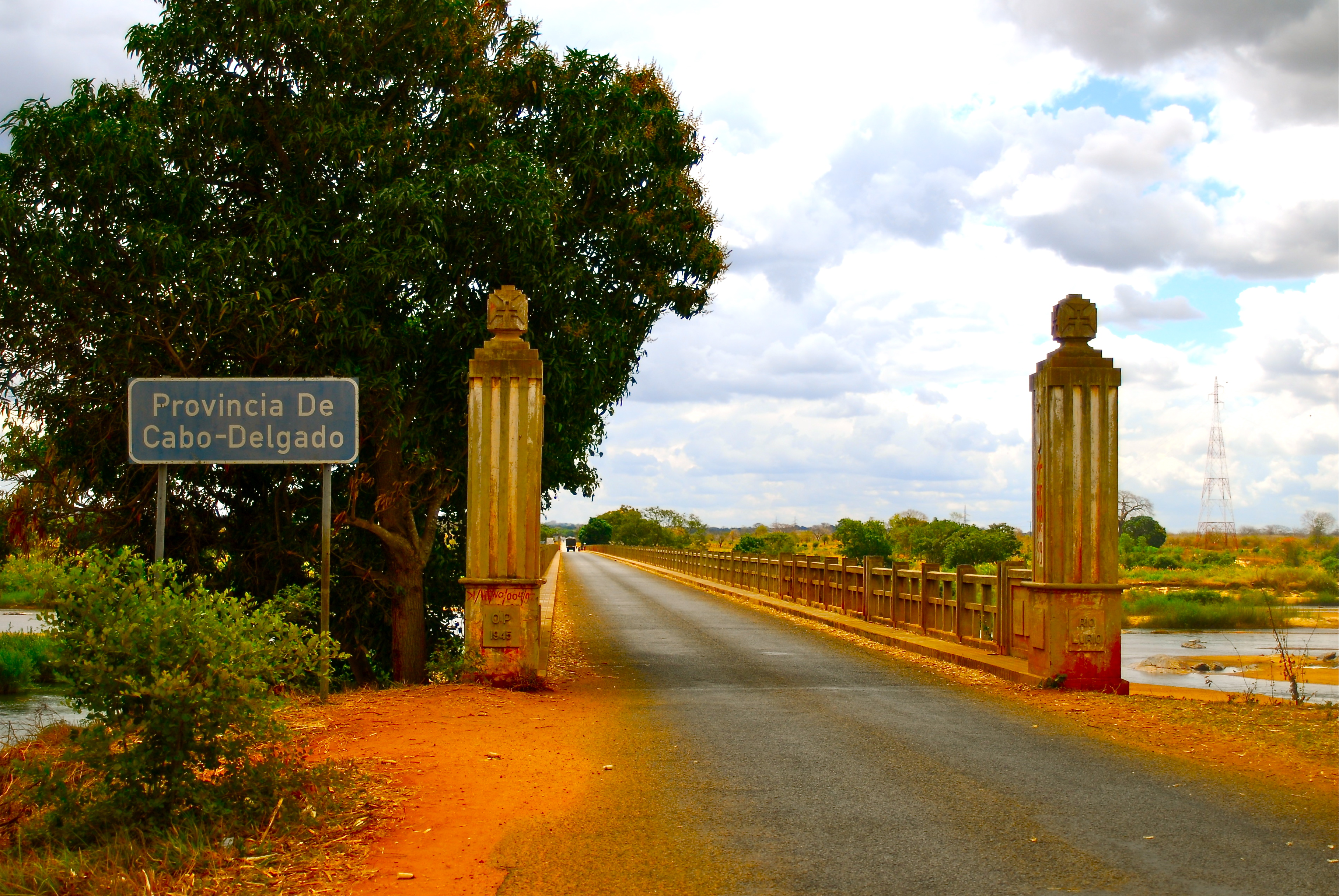
卢里奥EN1公路桥

在德尔加杜角省奇烏雷區和楠普拉省埃拉蒂區之间建有一座卢里奥公路桥，为1号国道（EN1）途经桥梁。由于大吨位卡车经过时会产生震动，2020年3月底以来一直进行交通限制，每次仅能通过一辆卡车，且车辆总重不得超过40吨。
2018年，赞比西亚省和尼亚萨省交界地区的卢里奥河上建成13座桥梁，莫桑比克总统菲利佩·纽西出席落成典礼。
2024年，由中国矿业公司济南域潇集团捐资修建的鲁里奥域潇大桥建成，桥梁连通了卢里奥河两岸的尼亚萨省尼佩佩区和楠普拉省拉拉韦区。

## 备注
1. ↑  一说流域总面积为61,015.4平方千米，其中在莫桑比克境内为61,011平方千米[5]；一说流域总面积为60,800平方千米[4]，全部位于莫桑比克境内[6]